# Miagrammopes brevicaudus
Miagrammopes brevicaudus là một loài nhện trong họ Uloboridae.
Loài này thuộc chi Miagrammopes. Miagrammopes brevicaudus được Octavius Pickard-Cambridge miêu tả năm 1882.